# Zwölfuhrläuten (Bayerischer Rundfunk)
Das Zwölfuhrläuten ist eine der ältesten Hörfunksendungen des Bayerischen Rundfunks (BR), in der, während das Zwölfuhrläuten der Glocken einer Kapelle oder Kirche zu hören ist, aus der Vergangenheit und Gegenwart dieses Ortes bzw. dieser Kirche berichtet wird.

## Geschichte
Erfunden wurde die Sendung 1949 vom Leiter der Abteilung Hörbild, Alois Fink, als „Botschaft der Heimat an alle“. Die erste Sendung wurde am Pfingstsonntag 1949 mit der Glocke von Sankt Englmar ausgestrahlt und erfreute sich bald großer Beliebtheit. Die Länge der Beiträge betrug etwa fünf Minuten, 1996 wurde sie auf etwas über drei Minuten gekürzt. Seit 2005 ist Georg Impler Redaktionsleiter des Zwölfuhrläutens.

## Glocken läuten die Weihnacht ein
Bevor das Zwölfuhrläuten erfunden wurde, ertönten bereits am Heiligen Abend 1948 erstmals Glocken auf Radio München: aus dem Kloster Ettal, dem Petersdom, der Münchener Frauenkirche, der Bethlehemer Geburtskirche, dem Speyerer Dom, aus Zürich und weiteren Kirchen. Dieses Ereignis wird bis heute mit äußerst großer Beliebtheit fortgeführt.

## Sendungsinfo
Das Zwölfuhrläuten ist sonntags um 12 Uhr auf Bayern 1 und BR Heimat zu hören. Außerdem sind alle seit dem 21. Mai 2006 ausgestrahlten Sendungen auch im Podcastangebot des Bayerischen Rundfunks abrufbar.
Glocken läuten die Weihnacht ein läuft an Heiligabend zunächst spätnachmittags auf Bayern 2 und später auf Bayern 1 und BR Heimat. Seit 2012 überträgt auch Rai Südtirol (bis 2014 Rai Bozen) die Sendung.